# يورام إلرون
يورام إلرون هو دبلوماسي إسرائيلي شغل منصب سفير إسرائيل لدى بلغاريا من أغسطس 2019 حتى أغسطس 2023. 
ومن عام 2012 حتى عام 2015 كان "سفيرًا غير مقيم" لدى مدغشقر وجمهورية الكونغو الديمقراطية وجمهورية الكونغو والجابون بوزارة الخارجية .
كما شغل أيضًا منصب القنصل العام في كيبيك ومقاطعات المحيط الأطلسي في كندا، بينما كان يشغل في نفس الوقت منصب الممثل الدائم لإسرائيل لدى منظمة الطيران المدني الدولي (2007 - 2011). 
ومن عام 2000 إلى عام 2003، كان سفيراً لإسرائيل لدى الكاميرون،  وجمهورية أفريقيا الوسطى والجابون وغينيا الاستوائية وجمهورية الكونغو. 